# Papers de treball de l'auditor
Els papers de treball de l'auditor són el conjunt de documents elaborats per aquest que li permeten obtenir una opinió sobre la raonabilitat en què els estats financers de l'empresa auditada responen a la imatge fidel del patrimoni i de la situació financera d'aquesta. Són la base per emetre l'informe d'auditoria.

## Anàlisi del risc
Per determinar l'abast de les proves d'una auditoria és necessari conèixer el rics a què s'enfronta l'auditor. Podem tenir una bona aproximació amb el questionari que tot seguit detallem.

### Règim corporatiu
1. Canvis significatius en l'accionariat directe o indirecte.
2. Canvis significatius en el règim corporatiu.
3. Canvis significatius en la normativa mercantil i/o societària aplicable.
4. Canvis significatius en la normativa comptable aplicable (obligació de consolidar, presentació de comptes anuals segons la legislació d'altres països...).
5. Canvis significatius en la normativa tributària aplicable, tributs als que està subjecte i beneficis fiscals dels que es beneficia.
6. Canvis significatius en la normativa mediambiental aplicable.
7. Relacions amb altres empreses (grup, multigrup i associades).
8. Organigrama (no oblidar l'staff extern) i personal clau.
9. Sindicats i associacions.
10. Possibles obligacions, restriccions contractuals o compromisos rellevats, així com garanties i altres compromisos financers adquirits (o en perspectiva).
11. Litigis o assumptes jurídics importants.
12. Fonts de finançament utilitzades en el passat i previstes a curt i llarg termini.

### Producte-mercat
1. Descripció de la naturalesa del negoci i del sector.
2. Competitivitat del sector: nombre de competidors, competència en preus, saturació del producte-mercat, descens de la demanda, excés d'oferta, activitat cíclica o estacional …
3. Factors del sector o del país que poguessin afectar significativament les operacions de la cia.: recessió del sector, entrada de nous competidors, situació conjuntural de l'economia (inflació, variació important dels tipus de canvi o interès), legislació mediambiental, política del govern...
4. Definició i descripció dels productes i línies de productes.
5. Distribució geogràfica de les vendes i canals de distribució.
6. Plans d'expansió en nous mercats i/o àrees geogràfiques.
7. Tecnologia específica i influència, en aquesta, dels canvis de l'estat de la tecnologia.
8. Grans inversions previstes: noves instal·lacions productives …

### Control gerencial
1. La direcció disposa d'informació adequada sobre l'entorn.
2. La direcció disposa d'informació financero-comptable i operativa interna adequada.
3. La direcció manté una actitud positiva davant dels controls i de la informació financero-comptable.
4. La direcció i el personal de supervisió tenen la capacitat suficient per desenvolupar les respectives tasques.
5. Els canals de comunicació establerts per la direcció són eficaços.
6. Política de retribució del personal directiu.
7. Punts forts i punts dèbils del control gerencial.

### Revisió comercial
1. ABC clientes.
2. Variacions significatives en l'ABC de clients respecte a l'exercici anterior.
3. Poder negociador del clients.
4. Canvis en els percentatges de vendes de cada producte i/o línia d'acctivitat.
5. Principals matèries primeres i/o mercaderies.
6. ABC proveïdors.
7. Variacions significatives en l'ABC de proveïdors respecte a l'exercici anterior.
8. Poder negociador del proveïdors (dependència).

### Revisió analítica
1. Situació patrimonial.
2. Capital circulant.
3. Anàlisi de l'evolució del marge brut i dels consums.
4. Rappels per compres.
5. Existències.
6. Període mitjà de cobrament.
7. Període mitjà de pagament.
8. Salaris.